# Andronik V. Paleolog
Andronik V. Paleolog (grško Ανδρόνικος Ε' Παλαιολόγος, latinizirano: Andrónikos E' Palaiológos) je bil od leta 1403 do 1407 sovladar svojega očeta, bizantinskega cesarja Ivana VII. Paleologa, * okoli 1400, † 24. september 1407. 

## Življenje
Andronik V. je bil edini znani sin cesarja Ivana VII. Paleologa in Irene Gattilusio, hčerke Franca II. Gattilusia. Ivan VII. je bil ob njegovem rojstvu regent svojega strica, cesarja Manuela II. Paleologa. Neznano kdaj, verjetno po očetovi preselitvi v Solun, je bil Andronik V. verjetno leta 1403/1404 imenovan za naslovnega socesarja. Umrl je pred svojim očetom, verjetno leta 1407. Z njegovo smrtjo se je končala  najdlje vladajoča dinastija bizantinskih cesarjev,  ki se je začela z Mihaelom VIII. Paleologom.
Vladarski položaj Ivana VII. in Andronika V. je bil zgolj časten, čeprav je Ivan VII. vladal kot cesar leta 1390 in kot regent od leta 1399 do 1403.